# Paolo Zacchia

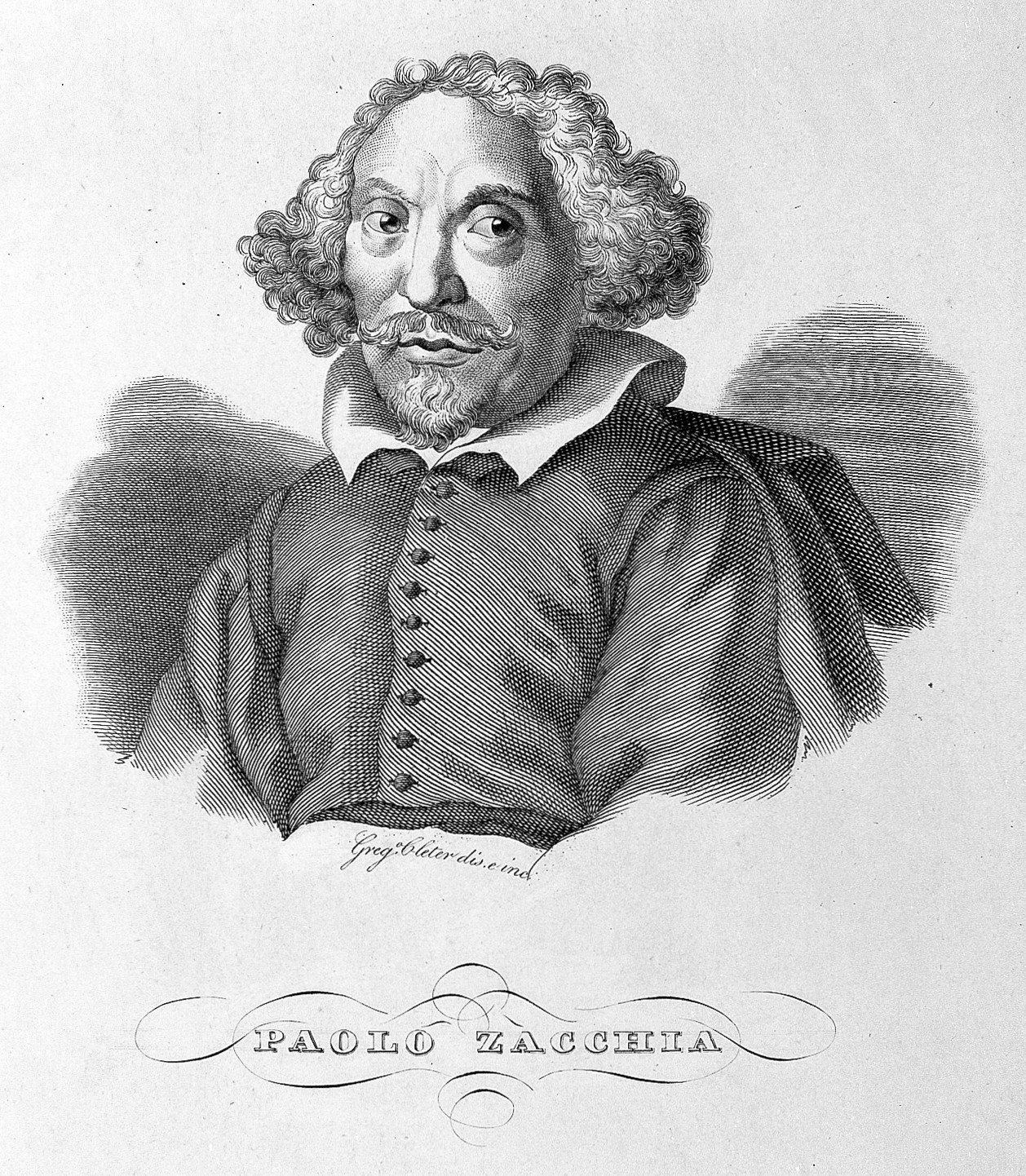
Paolo Zacchia. Porträt von Gregorio Cleter.

Paolo Zacchia (latinisiert Paulus Zacchias Romanus; * 1584 in Rom; † 1659 in Rom) war ein italienischer Mediziner der Renaissancezeit.

Zacchia war Leibarzt der Päpste Innozenz X. und Alexander VII. und rechtlicher Berater der Rota Romana. Bekannt ist er vor allem als Begründer der modernen Rechtsmedizin. Sein ursprünglich 7-bändiges und später auf 9 Bände erweitertes Werk Quaestiones medico-legales (Medizinrechtliche Fragen, 1621–1650) ist das erste systematische Handbuch der forensischen Medizin und ist bis heute einer der bedeutendsten Texte auf diesem Gebiet.
In seinen anderen Schriften erörterte er zudem Fragen, die über die gerichtsmedizinische Praxis hinausgingen und philosophische oder theologische Überlegungen einbezogen.

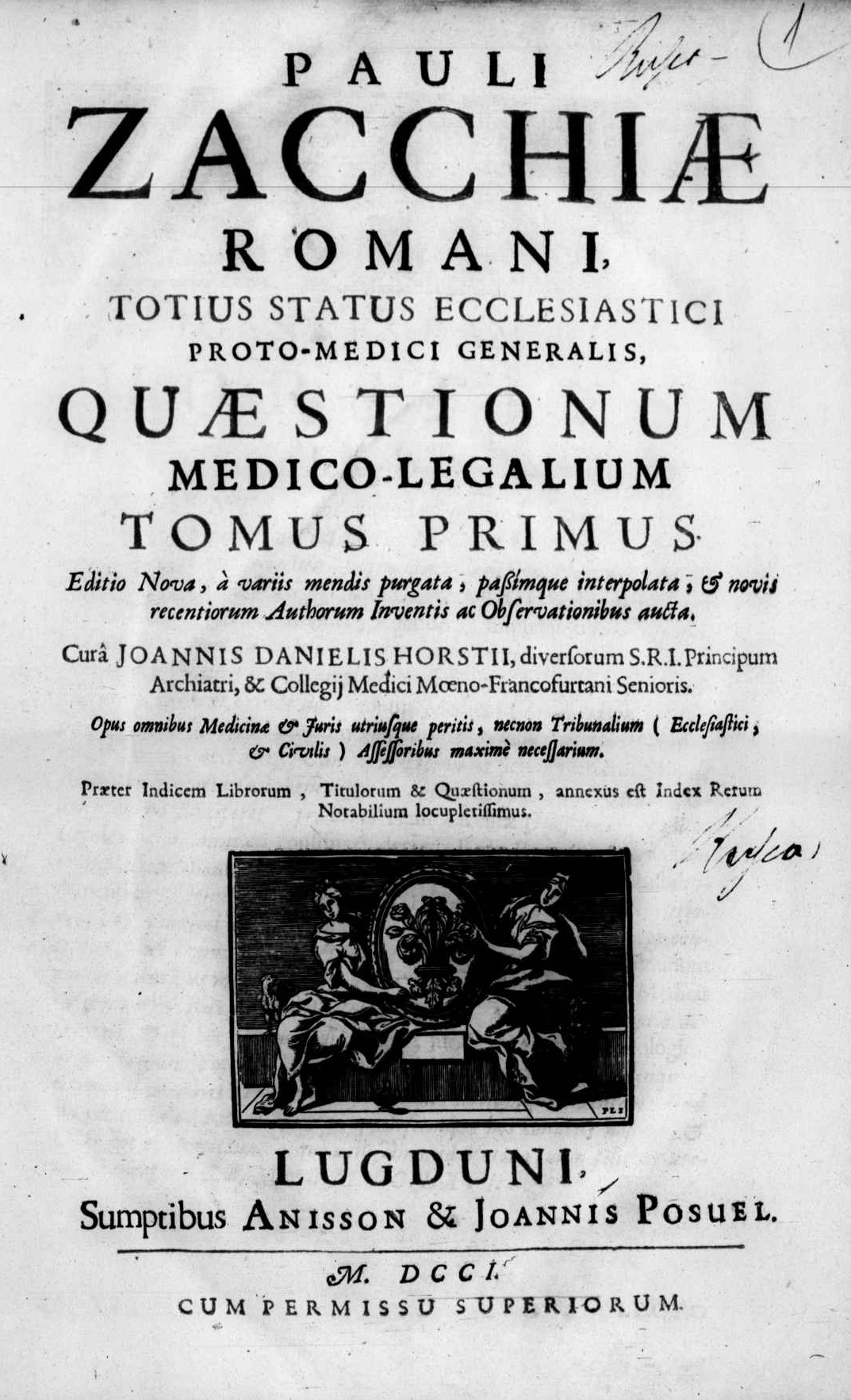
Quaestiones medico-legales, 1701

## Ausgaben und Übersetzungen
- Beatrix Spitzer (Hrsg.): Paolo Zacchia: Die Beseelung des menschlichen Fötus. Buch IX, Kapitel 1 der Quaestiones medico-legales. Böhlau, Köln 2002, ISBN 3-412-14901-2 (lateinischer Text und Übersetzung)